# 宝可梦 X／Y
《寶可夢 X／Y》（日語：ポケットモンスター X・Y）是一款由GAME FREAK开发，由任天堂与寶可夢公司联合发行在任天堂3DS上的角色扮演游戏。本作是寶可夢系列第六世代的正统续作，也是该系列在3DS平台上的首款正统续作。
本作公布于2013年1月8日的寶可夢直面會公開，並于2013年10月12日在日本、北美、欧洲、澳洲、和南韓發售，这也是系列史上首次同步发售。
2013年6月18日，任天堂溥天和任天堂香港宣布针对繁体中文区域版本的《寶可夢 X／Y》将于2013年内发售，遊戲本體不包含中文。

## 游戏內容

### 新增内容
- 超級进化（Mega Evolution）：本作重要的新增内容，被称为“超越进化的进化”。玩家可以利用两个版本的不同“超級石”为特定的寶可夢进行超級进化[3]。
- 語言選擇：無論遊玩的地區版本為何，遊戲開始前都能夠選擇語言，但既有存檔的語言無法更改。遊戲共支援日文、英文、德文、法文、西班牙文、義大利文、韓文七種語言。

本作為系列首次使用全3D建模的作品。

## 反響
| 汇总媒体     | 得分                  |
| ------------ | --------------------- |
| GameRankings | 87% (X) 88% (Y)       |
| Metacritic   | 87/100 (X) 88/100 (Y) |

| 媒体           | 得分    |
| -------------- | ------- |
| Edge           | 8/10    |
| Eurogamer      | 9/10    |
| Game Informer  | 8.75/10 |
| GameSpot       | 8.5/10  |
| IGN            | 9/10    |
| Joystiq        | [ 13 ]  |
| 任天堂世界报道 | 8/10    |
| Polygon        | 9.5/10  |
| Fami通         | 39/40   |

### 評價
本作於2013年VGX年度電玩獎獲得提名為「最佳RPG遊戲」與「最佳掌上主機遊戲」。
於2014年贏得金搖桿獎的「年度最佳掌上主機遊戲」。

### 銷售
截至2022年9月，《寶可夢 X／Y》在全球已售出1665萬份，為第二暢銷的任天堂3DS遊戲。